# Гегешидзе, Давид Викторович
Дави́д Ви́кторович Гегеши́дзе (груз. დავით ვიქტორის ძე გეგეშიძე; 1 января 1935, Багдати, Имеретия — 2003, Тбилиси) — советский и грузинский философ и религиовед, специалист по вопросам современных религиозных отношений, истории Грузинской православной церкви, проблемам взаимоотношений научных знаний и религиозной веры, происхождения религиозного сектантства. Доктор философских наук, профессор. Один из авторов словарей «Атеистического словаря», «Православие: Словарь атеиста» и энциклопедии «Отечественная история: В 5 т.».

## Биография
Родился 1 января 1935 года в Багдати.
В 1957 году окончил философский факультет Тбилисского государственного университета.
Защитил диссертацию на соискание учёной степени кандидата философских наук.
В 1981 году защитил диссертацию на соискание учёной степени доктора философских наук по теме «Современное грузинское православие: эволюция социально-политической ориентации» (специальность 09.00.06 — научный атеизм).
Был доцентом кафедры марксистской философии, а в 1985—1995 годах — профессором и заведующим (с 1986 года) кафедрой общественных наук Тбилисского государственного медицинского университета.
В 1985 году присвоено учёное звание профессора.
С 1995 года член Академии педагогических наук Грузии.

## Научные труды

### Монографии
на русском языке
- Гегешидзе Д. В. Грузинское православие и современность. — Тбилиси: о-во "Знание" ГССР, 1976. — 32 с. 27400 экз.
- Современная идеологическая борьба и религия: (Сборник методических писем в помощь лектору) / О-во «Знание» ГССР; Сост. Д. Гегешидзе, Т. Менабдишвили, Н. Гегешидзе. — Тбилиси: о-во «Знание» ГССР, 1977. — 67 с. 300 экз.
- Гегешидзе Д. В. Критика тейаровской концепции взаимоотношений науки и религии. — Тбилиси: Мецниереба, 1981. — 78 с.
- Гегешидзе Д. В. Атеизм, религия, современность. — Тбилиси: Сабчота Сакартвело, 1982. — 183 с.
- Гегешидзе Д. В. Модернизм в деятельности современной грузинской церкви. — Тбилиси: о-во "Знание" ГССР, 1983. — 32 с. 36500 экз.
- Гегешидзе Д. В. Критика буржуазно-клерикальной фальсификации положения религии и церкви в Грузии. — Тбилиси: Сабчота Сакартвело, 1986. — 133 с.
- Гегешидзе Д. В. Новые тенденции в деятельности и идеологии современного сектантства. — Тбилиси: О-во "Знание" ГССР, 1986. — 32 с. (В помощь лектору. О-во "Знание" ГССР; № 23; Знания-народу).
- Гегешидзе Д. В., Курашвили С. П. Политология: (Объект, предмет, задачи, проблемы) / Правл. о-ва "Цодна" им. И. Чавчавадзе Респ. Грузия. — Тбилиси : О-во "Цодна" Респ. Грузия, 1991. — 62 с. ISBN 5-89512-081-4
- Гегешидзе Д. В. Беседа по вопросам атеизма и религии. — Тбилиси: Сабчота Сакартвело, 1988. — 162 с. ISBN 5-529-00247-1

на грузинском языке
- გეგეშიძე დ. მისტიციზმის რელიგიური არსი. — თბილისი: მეცნიერება[груз.], 1971. — 87 с. 2000 экз.
- გეგეშიძე დ. დიდი კონფლიქტი. მეცნიერების და რელიგიის შერიგების თეორიისა და გამოცდილების კრიტიკა. თბილისი, 1973. 135 გვ. (Гегешидзе Д. В. Большой конфликт. Кри- тика теории и опыта примирения науки и религии. Тбилиси, 1973. 135 с.)
- გეგეშიძე დ. სამედიცინო დეონტოლოგიიდან ეთიკურ მედიცინამდე–ბიოეთიკამდე თბილისი, 1996. 56 გვ.
- გეგეშიძე დ. ბიოეთიკა. თბილისი: "ლეგა", 2001. 400 გვ.
- გეგეშიძე დ. ნარკომანია. შიდსი. ჰეპატიტები. თბილისი: შპს "მედინსერვი", 2003. 48 გვ.
- გეგეშიძე, დ.  ევთანაზია — მოწყალება თუ დანაშაული ?! თბილისი: გამომცემლობა "ლეგა", 2003. 48 გვ.

### Статьи
на русском языке
- Гегешидзе Д. В. Православие в Грузии: история и современные тенденции. // «Наука и религия». 1972. № 6. С. 44—47.
- Гегешидзе Д. В. Мцхетоба или Шотаоба // Праздники, обряды, традиции: Сборник. — М.: Молодая гвардия, 1976. — С. 98—101. — 127 с.
- Гегешидзе Д. В., Папуашвили Т. Т. Роль я значение журнала "Мебрдзолл атеисти" в проводимой в Грузия научно-атеистической работе (1937-1941 гг.). //  Вопросы истории религии и атеизма в Грузии. Тб., 1980. С. 46-68
- Гегешидзе Д. В. Морально-психологическая обстановка и религиозность населения. // Коммунист Грузии. 1984. № 6. С. 59—63.
- Гегешидзе Д. В. Грузинская православная церковь // Отечественная история: В 5 т. Энциклопедия / Редкол.: В. Л. Янин (гл. ред.) и др. — М.: Большая российская энциклопедия, 1994. — Т. 1: А-Д. — С. 642—643. — 688 с. — ISBN 5-85270-076-2.

на грузинском языке
- გეგეშიძე დ. ვ. ანტონ ფურცელაძე მავნე ტრადიციებისა და ცრურწმენის შესახებ. // რელიგიის ისტორიისა და ათეიზმის ისტორიის საკითხები. პრინცი თბილისი, 1983. გვ 36-40 (Гегешидзе Д. В. Антон Пурцеладзе о вредных традициях и суевериях // Вопросы истории религии и атеизма. Кн. Тбилиси, 1983. С. 36—40)

## Награды
- Заслуженный работник высшей школы Грузии (1982)[1]